# Hermann R. O. Knothe

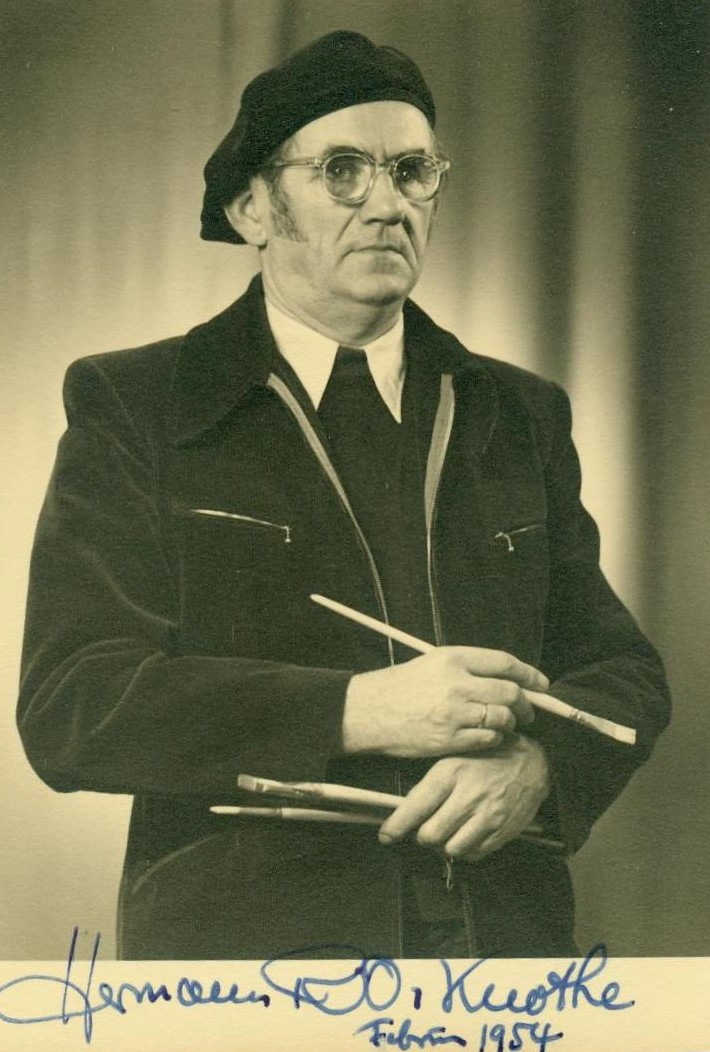
Autogrammfoto, 1954

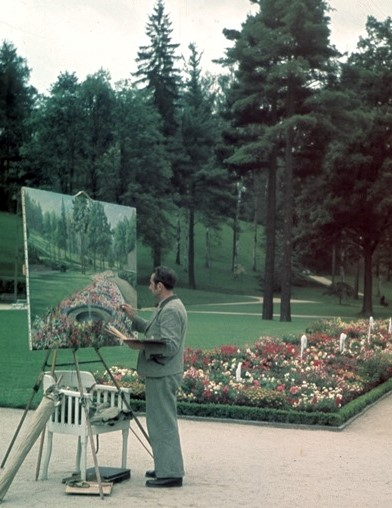
Hermann Knothe im Kurpark Bad Elster

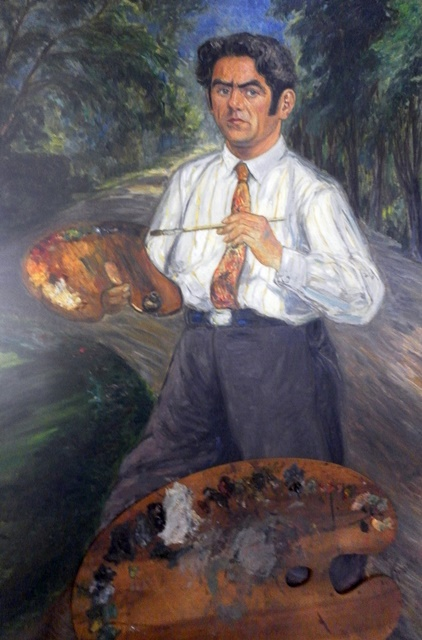
Selbstporträt des Künstlers

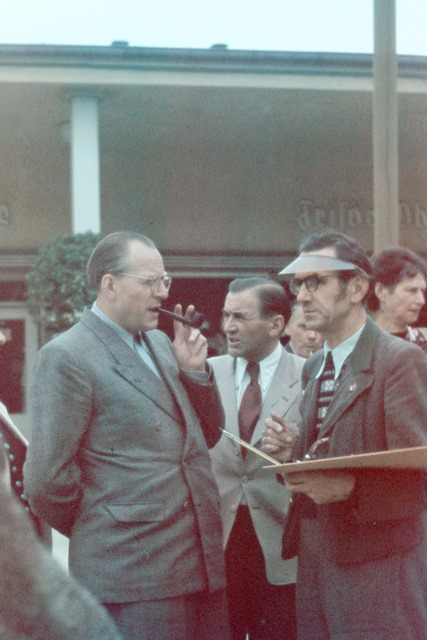
Hermann R. O. Knothe im Gespräch mit Otto Grotewohl

Hermann Richard Otto Knothe (* 13. März 1891 in Leipzig; † 12. Mai 1961 in Bad Elster) war ein deutscher Landschafts- und Porträtmaler.

## Leben
Hermann Knothe war gelernter Lithograf (Ausbildung 1906–1909). Bis zum Militärdienst arbeitete er als Zeichner im Leipziger Kunstverlag Eckert & Pflug. Gleichzeitig studierte er an der Königlichen Akademie für graphische Künste und Buchgewerbe Leipzig in den Fächern Malerei, Grafik und Plastik. 1914 wurde er zum Kriegseinsatz im Ersten Weltkrieg eingezogen. Seinen Dienst leistete er als Grenadier im Königlich-Sächsischen Leibgrenadierregiment Nr. 100 in Dresden ab. Im September 1914 wurde Knothe im Feldzug vor Paris durch einen Kopfschuss sowie Rücken- und Handschuss schwer verwundet. Durch die Verletzung kam es zur Erblindung seines linken Auges und zum Verlust seines Gehörs. Als Soldat geriet er dann in französische Gefangenschaft, die er auf der Insel Belle-Île-en-Mer verbrachte. Durch Austausch gelangte er aus der Gefangenschaft und ging ins baltische Land zu Verwandten. 1915 kam er zur Genesungskur nach Bad Elster, wo er begann, die Landschaften des Vogtlandes und Porträts seiner Bewohner zu malen. Ab 1918 war er immer wieder in Bad Elster anzutreffen; anfänglich nur als Sommergast, der im Winter in Leipzig wohnte, und schließlich ab 1923 als dauerhafter Einwohner Bad Elsters. Der Kurort war ab 1923 seine künstlerische Wirkungsstätte. Knothes Atelierwohnung befand sich in der heutigen Johann-Christoph-Hilf-Straße 1. Eine ihm 1948 – angeblich – angebotene Professur in Berlin schlug er aus. Im Auftrag der Badedirektion organisierte und betreute Herman R.O. Knothe auch Kunstausstellungen im Kurhaus, Badehaus und in der Wandelhalle.
Von 1950 bis 1952 wurde er mit Berufsverbot belegt.
Der Kunstmaler hielt in seinen Bildern viele Ansichten von Bad Elster und Umgebung fest. Inmitten der Kuranlagen saß er regelmäßig mit seiner Staffelei, umringt von interessierten Kurgästen, und brachte die Idylle des Kurbades auf Leinwand. Lieblingsmotive des Kunstmalers waren unter anderen der Gondelteich, markante Plätze im Park entlang der Kurpromenade und vogtländische Landschaftsbilder.

„Vor den Kolonaden hat ein Maler seine Staffelei aufgestellt, um eines der reizvollen Elstermotive auf die Leinwand zu bringen. Wie ein bunterregender Film mit ‚Seiner Majestät dem Kurpatienten‘ in der Hauptrolle und der Statistenschar der Tagesgäste zieht das Badeleben an ihm vorüber.“

Hermann Knothe starb am 12. Mai 1961 im Alter von 70 Jahren in Bad Elster.

## Ehrungen und Gedenken
Am Haus in der Johann-Christoph-Hilf-Straße 1, wo sich Knothes Atelierwohnung befunden hatte, wurde 2003 eine von seinem Enkel Olaf Meinel gestiftete Gedenktafel angebracht.
Im Jahr 2005 wurde am Institut für Kunstpädagogik der TU Dresden eine Staatsexamensarbeit zum Thema Hermann Richard Otto Knothe – Maler in Bad Elster angefertigt.
Im Jahr 2011 fand in der Wandelhalle die 1. Kunstausstellung zum Schaffen des Elsteraner Künstlers statt, gleichzeitig bildeten weitere Ausstellungsflächen die Rathausflure von Bad Elster. Die Stadt ehrte mit dieser mehrmonatigen Dauerausstellung auch einen Werbeträger, da Knothe zu Lebzeiten sehr viel Öffentlichkeit hergestellt hat, quasi sein Atelier u. a. in die Kuranlagen auslagerte.

## Öffentlich zugängliche Werke (Auswahl)
- Sammlung Schüling an der Universitätsbibliothek Gießen:  Porträt Richard Wagners[5]
- 2015 wurde das Gemälde Marienquelle vom Bürgermeister der Stadt Bad Elster als Dauerleihgabe an die Partnerstadt Bad Waldsee übergeben, mit der Bitte, es fortan öffentlich zugänglich zu machen.[6]
- Bademuseum Bad Elster[7]: Gondelteich, Alte Elsteranerin, Rote Kornblumen.
- Vogtland–Klinik Bad Elster: Blick nach Bad Elster, 1928.
- Fachklinikum Sachsenhof in Bad Elster: Blumenrabatten am Badeplatz, Blick auf Bad Elster, Stillleben mit Blumenvase, Badeplatz mit altem Badecafe.
- Rathaus Bad Brambach: Blick ins Egerland
- Rathaus Bad Elster: Hammerwiesen am Waldgrund Arnsgrün 1951
- Am Seerosenteich[8]
- Stadtgeschichtliches Museum Leipzig: Hermann Knothe, Leipzig, als Gustav in der Operette Grigri. Lithografie.[9]
- Kunstsammlung der Universität Leipzig: Bildnis des Wilhelm Stieda[10]

## Ausstellungen
zu Lebzeiten:
- 1935: Kurhaus Bad Elster, Deutsche Kunst in der Ausstellung des Staatsbades Elster im Kurhaus.[11]

postum:
- 2011: KunstWandelhalle Bad Elster, Auf den Spuren des deutschen Malers Hermann Richard Otto Knothe[12]
- 2016–2017: Rathausflure Bad Elster, Naturgewalten-Bad Elster feiert die Natur
- 2016–2017: Hotel König Albert Bad Elster, Der Maler Hermann Richard Otto Knothe – Ansichten vom Kurpark 1931–1951
- 2024: Galerie im Königlichen Kurhaus Bad Elster, Mein malerisches Bad Elster – Werke von Hermann R.O. Knothe